# Kanchanaburi
Kanchanaburi (en tailandés: กาญจนบุรี) es una ciudad en el oeste de Tailandia y la capital de Kanchanaburi provincia.  En 2006 tenía una población de 31.327.
Kanchanaburi dista 123 kilómetros de Bangkok, se encuentra donde los ríos Kwai Noi y Kwai Yai que convergen en el río Mae Klong, se extiende por la ribera norte del río y es un lugar popular para los turistas. Por su ubicación en el borde de una cordillera es mucho más frío que en otras provincias de la región central de Tailandia. La ciudad tiene dos distritos comerciales: el centro de la ciudad consiste en una cuadrícula de varias calles con edificios de oficinas, escaparates, y un centro comercial, y las empresas de la zona frente al río, se localizan principalmente hacia el oeste a lo largo del río.

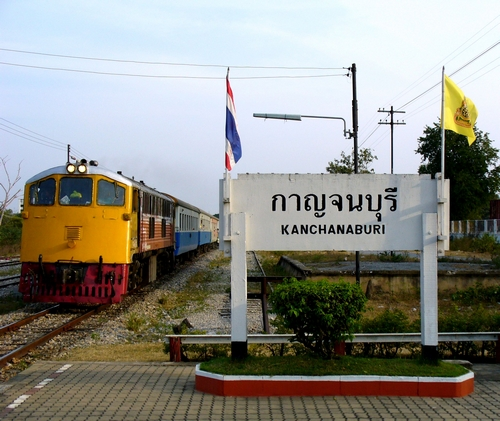
Inicio del ferrocarril de la muerte

## ElPuente sobre el río Kwai

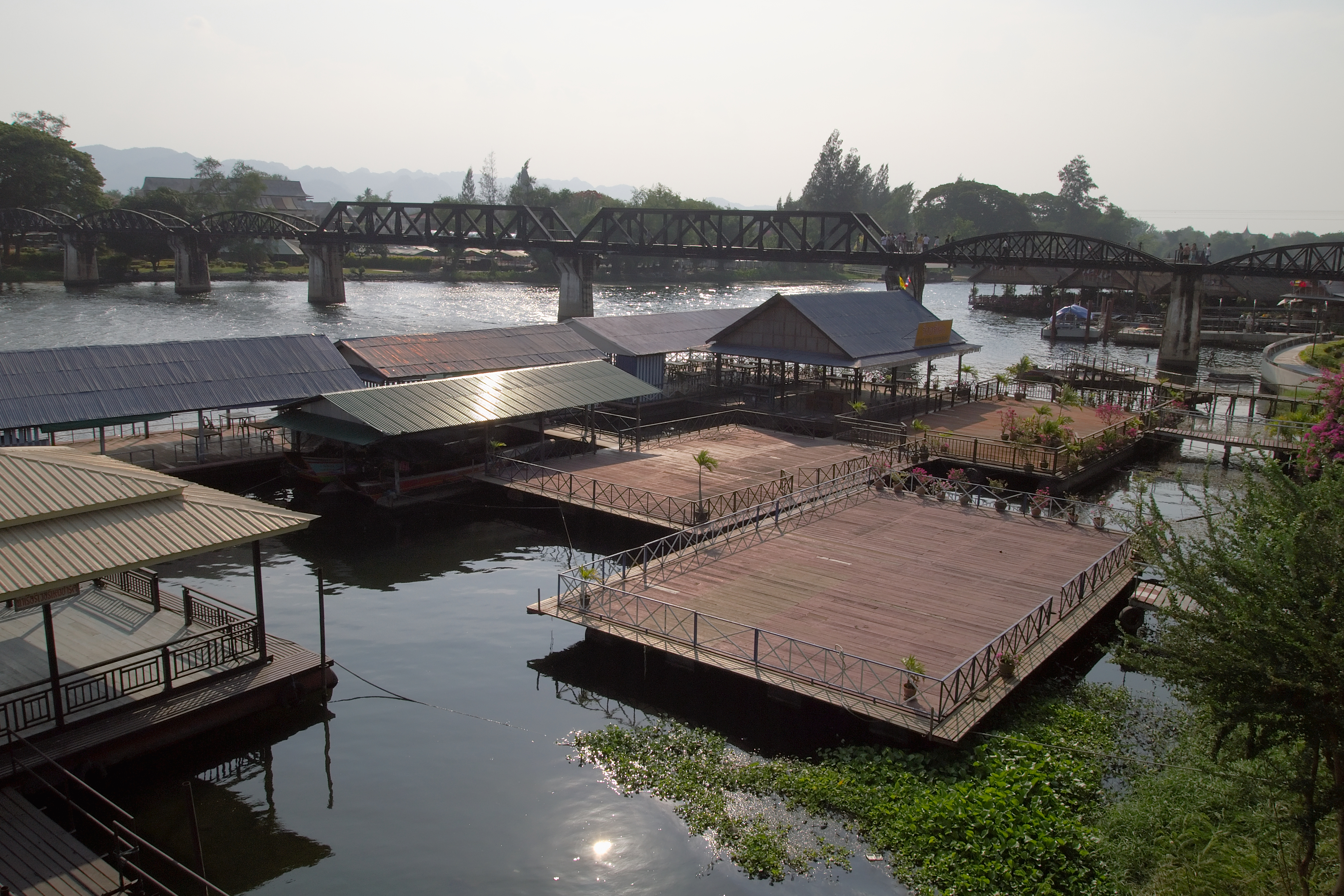
El puente sobre el río Kwai

En 1942, durante la Segunda Guerra Mundial,  fue aquí donde prisioneros de guerra aliados y asiáticos fueron forzados por los japoneses a la construcción de un puente, un acontecimiento inmortalizado en la película El puente sobre el río Kwai. Casi la mitad de los presos que trabajaron en el proyecto murió a causa de enfermedades, el maltrato y los accidentes.
En Kanchanaburi, hay un monumento y dos museos para conmemorar a los muertos. La ciudad es también el hogar del cementerio de la guerra de Kanchanaburi.

## Galería

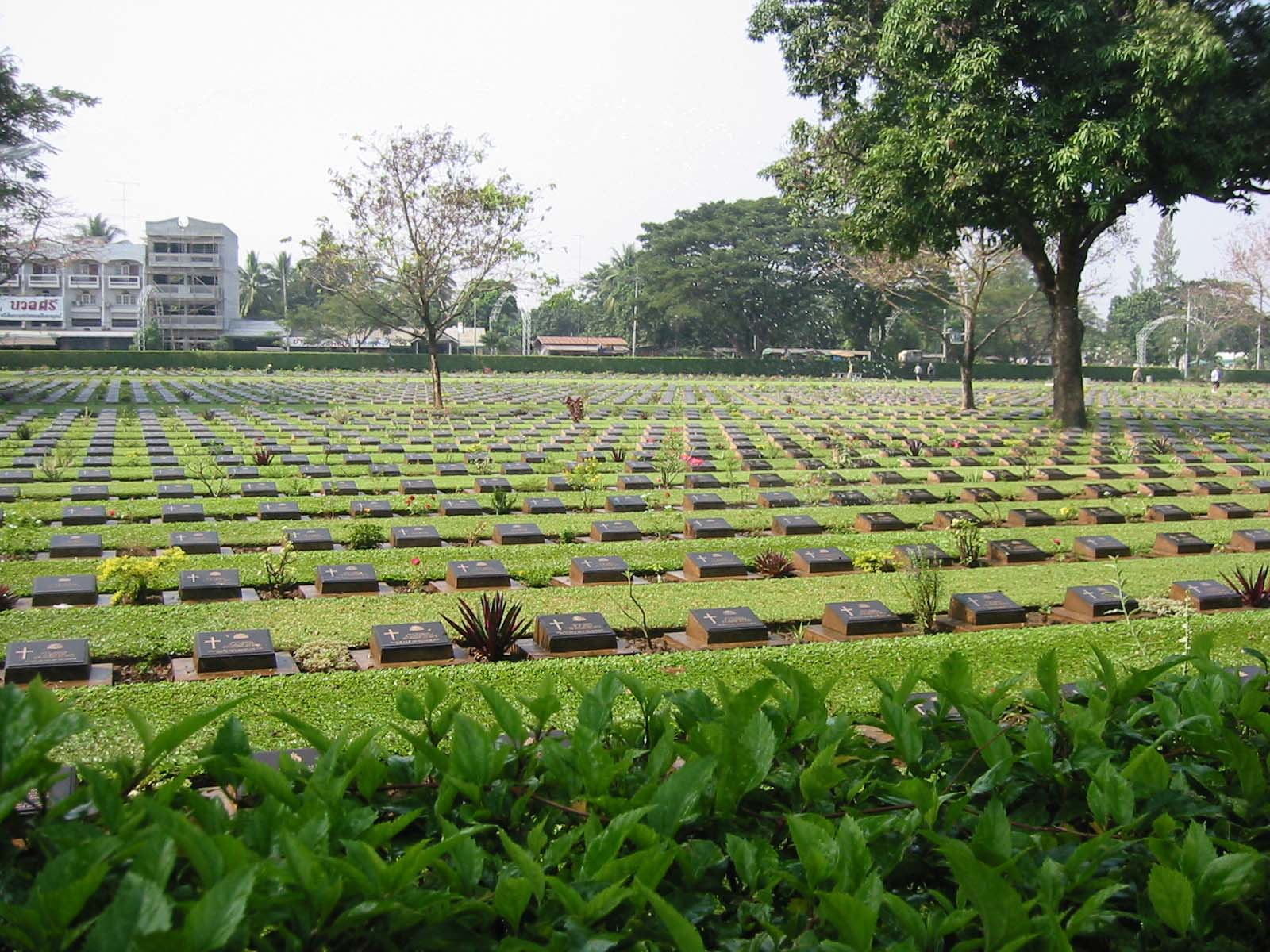
Cementerio de guerra de Kanchanaburi .
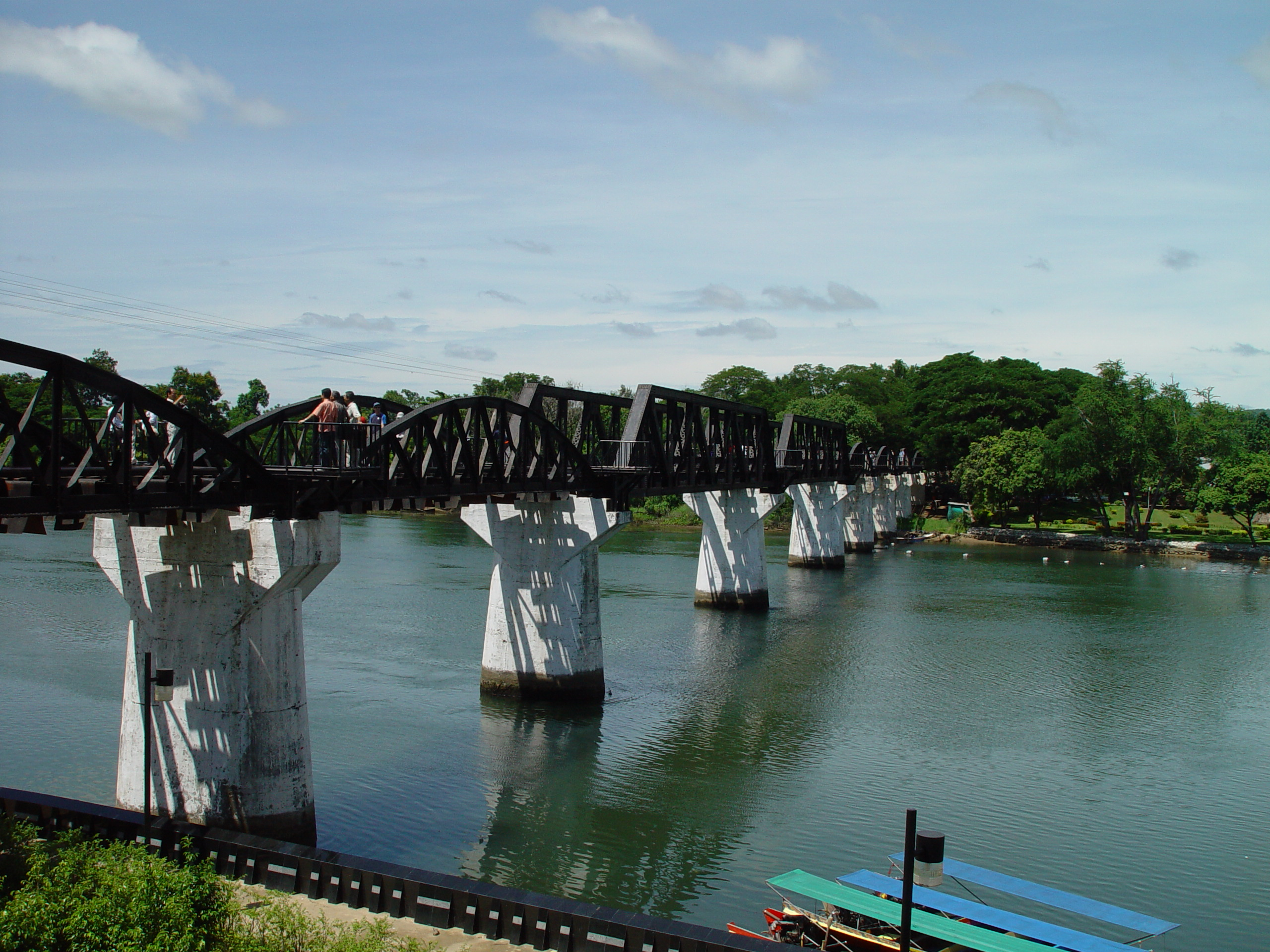
Puente sobre el rio Kwai.
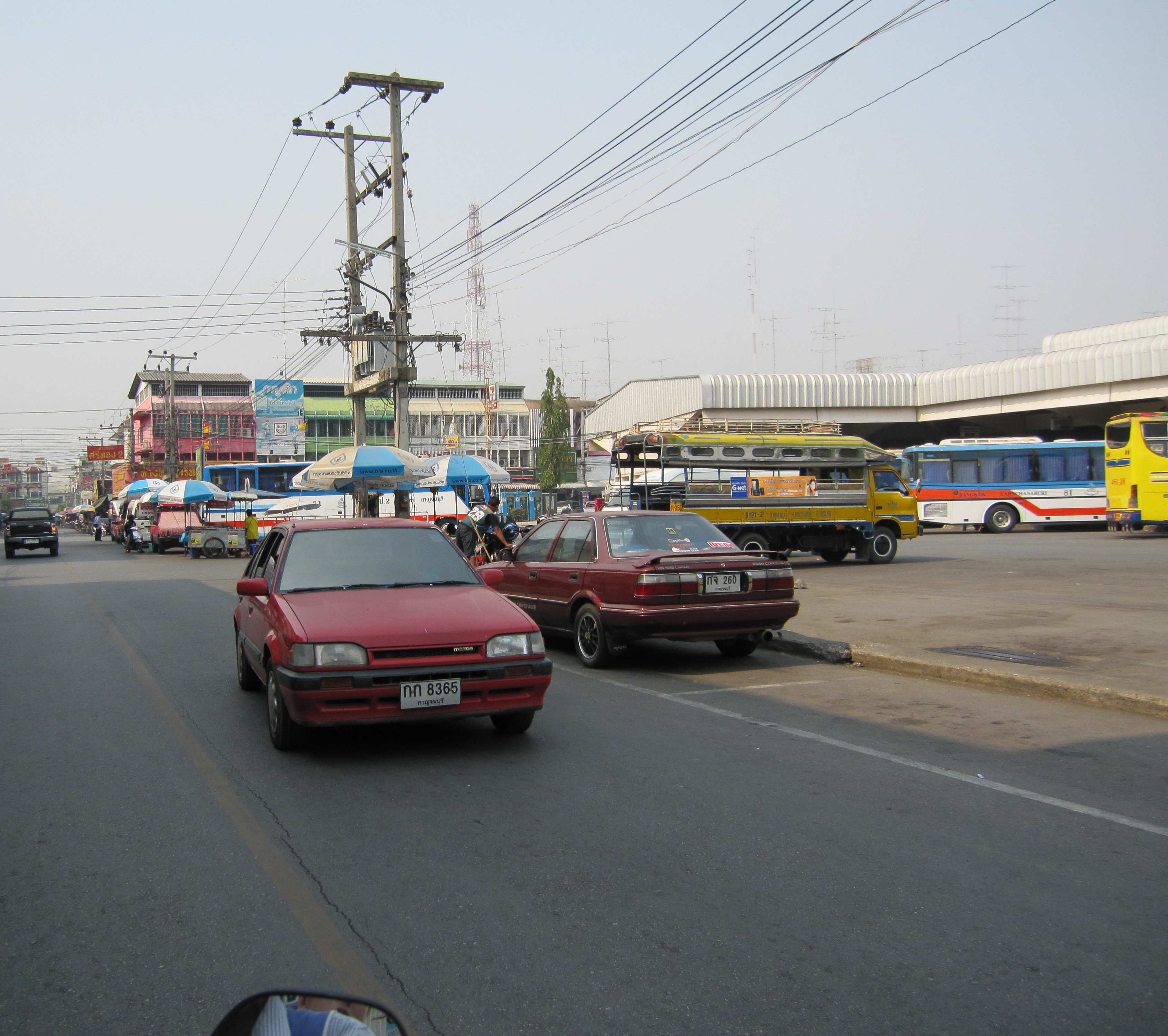
Estación de Autobús
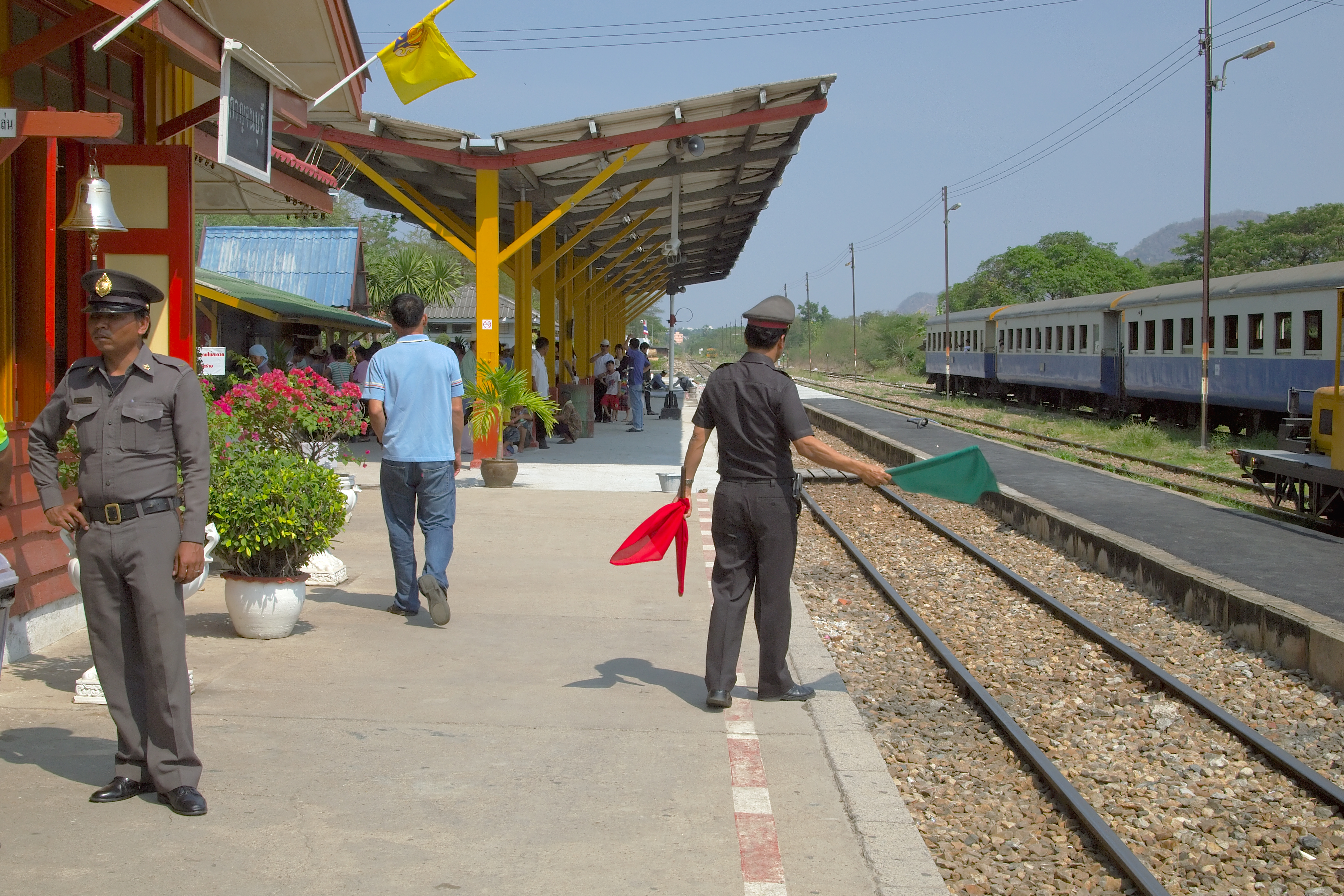
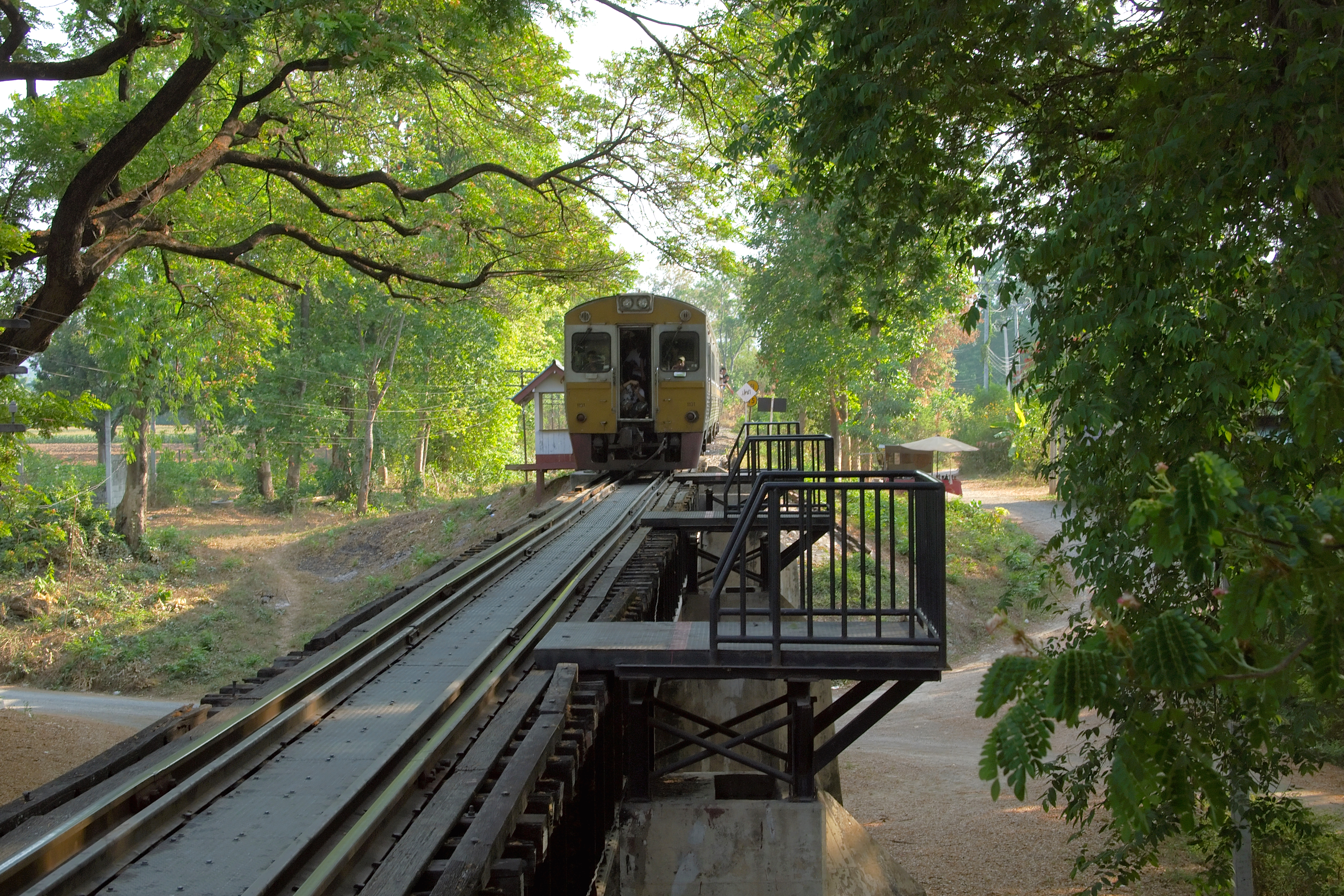